# Алана де ла Гарса
Алана де ла Гарса (англ. Alana de la Garza, нар. 18 червня 1976, Колумбус, Огайо) — американська акторка. Насамперед відома завдяки ролям Конні Рабірози в телесеріалі «Закон і порядок», «Закон і порядок: Лос-Анджелес», «Закон і порядок: Спеціальний корпус» та Мерісол Делько-Кейн у телесеріалі «Місце Злочину: Маямі». У 2014—2015 роках зіграла роль детектива Джо Мартінес у серіалі «Вічність». У 2016—2017 роках з'явилася у серіалі «Мислити як злочинець: За кордоном», де виконала роль спеціального агента Клару Сегер. 2019 року почала виконувати роль Ізабель Кастійє у серіалі «ФБР», цю є роль також виконала у спін-оффі «ФБР. Найвідоміші злочинці».

## Біографія
Народилася 18 червня 1976 року в Колумбус, Огайо. Своє дитинство провела у Ель-Пасо, Техас. Навчалася в Техаському університеті в Ель-Пасо, де вивчала фізичну терапію та соціологію.

## Вибрана фільмографія
| Рік        |   | Українська назва                    | Оригінальна назва                 | Роль                                             |
| ---------- | - | ----------------------------------- | --------------------------------- | ------------------------------------------------ |
| 1999       | с | Смертельна Битва: Завоювання        | Mortal Kombat: Conquest           | Елла                                             |
| 2002       | ф | Карнавал знайомств                  | Bending All the Rules             | Дівчина, яка замовляє шоти                       |
| 2004       | с | Два з половиною чоловіки            | Two and a Half Men                | Крістал                                          |
| 2005       | с | Таємниці Смолвіля                   | Smallville                        | Аетір                                            |
| 2005       | с | Усі жінки — відьми                  | Charmed                           | Сильвія                                          |
| 2005—2011  | с | C.S.I.: Місце злочину Маямі         | CSI: Miami                        | Марісоль Делко                                   |
| 2006—2010  | с | Закон і порядок                     | Law & Order                       | помічник окружного прокурора Конні Рубіроса      |
| 2010—2011  | с | Закон і порядок: Лос-Анджелес       | Law & Order: Los Angeles          | помічник окружного прокурора Конні Рубіроса      |
| 2012       | с | Морська поліція: Лос-Анджелес       | NCIS: Los Angeles                 | Даян Данросс                                     |
| 2014       | с | Закон і порядок: Спеціальний корпус | Law & Order: Special Victims Unit | Конні Рубіроса                                   |
| 2014—2015  | с | Вічність                            | Forever                           | Джо Мартінес                                     |
| 2015       | с | Скорпіон                            | Scorpion                          | Адріана Моліна                                   |
| 2017       | с | Криміналісти: мислити як злочинець  | Criminal Minds                    | Клара Сегер                                      |
| 2019—т. ч. | с | ФБР                                 | Scorpion                          | Спеціальна уповноважена агентка Ізабель Кастілль |
| 2020—2024  | с | ФБР: Найбільш розшукувані           | FBI: Most Wanted                  | Ізабель Кастілль                                 |
| 2021—2023  | с | ФБР: За кордоном                    | FBI: International                | Ізабель Кастілль                                 |